# Philodendron yavitense
Philodendron yavitense är en kallaväxtart som beskrevs av George Sydney Bunting. Philodendron yavitense ingår i släktet Philodendron och familjen kallaväxter. Inga underarter finns listade.